# Codice internazionale per la nomenclatura delle piante coltivate
Il codice internazionale per la nomenclatura delle piante coltivate (CINPC) è l'insieme di regolamenti che controllano il nome botanico dei cultivar, gruppi di cultivar, ibridi di sfruttamento commerciale e chimere da innesto, supplementando le regole del Codice Internazionale di Nomenclatura Botanica.
Il CINPC stabilisce le regole per formare i nomi validi per questi tipi orticulturali, oltre ad offrire informazioni di interesse legale, amministrativo e commerciale, come la lista di autorità per il registro internazionale dei cultivar, erbari che conservano tipi di interesse tassonomico, glossari e altri dati. 

## Fonti
- (EN)  C.D. Brickell et al. 2004. International Code of Nomenclature for Cultivated Plants. (alcuni articoli online ma a pagamento, qui).